# Dodge Dart GT
El Dodge Dart GT es un modelo de automóvil de lujo fabricado por la empresa española Barreiros entre 1969 y 1970.

## El Dodge Dart de 1969
En 1969 se ofertaban las versiones GL, GLE, GT y Station Wagon. También se vendía la versión Dodge Dart Diésel que llevaba el frontal de 1966 y los pilotos traseros redondos del Simca 1000.
El frontal del Dodge Dart 1969 fue totalmente modificado. Se creó una nueva parrilla y se utilizaron los faros de los camiones Barreiros de la época. El Dodge Dart de 1969 no tenía ningún semejante en Estados Unidos y solo se fabricó en España.

## El Dodge Dart GT

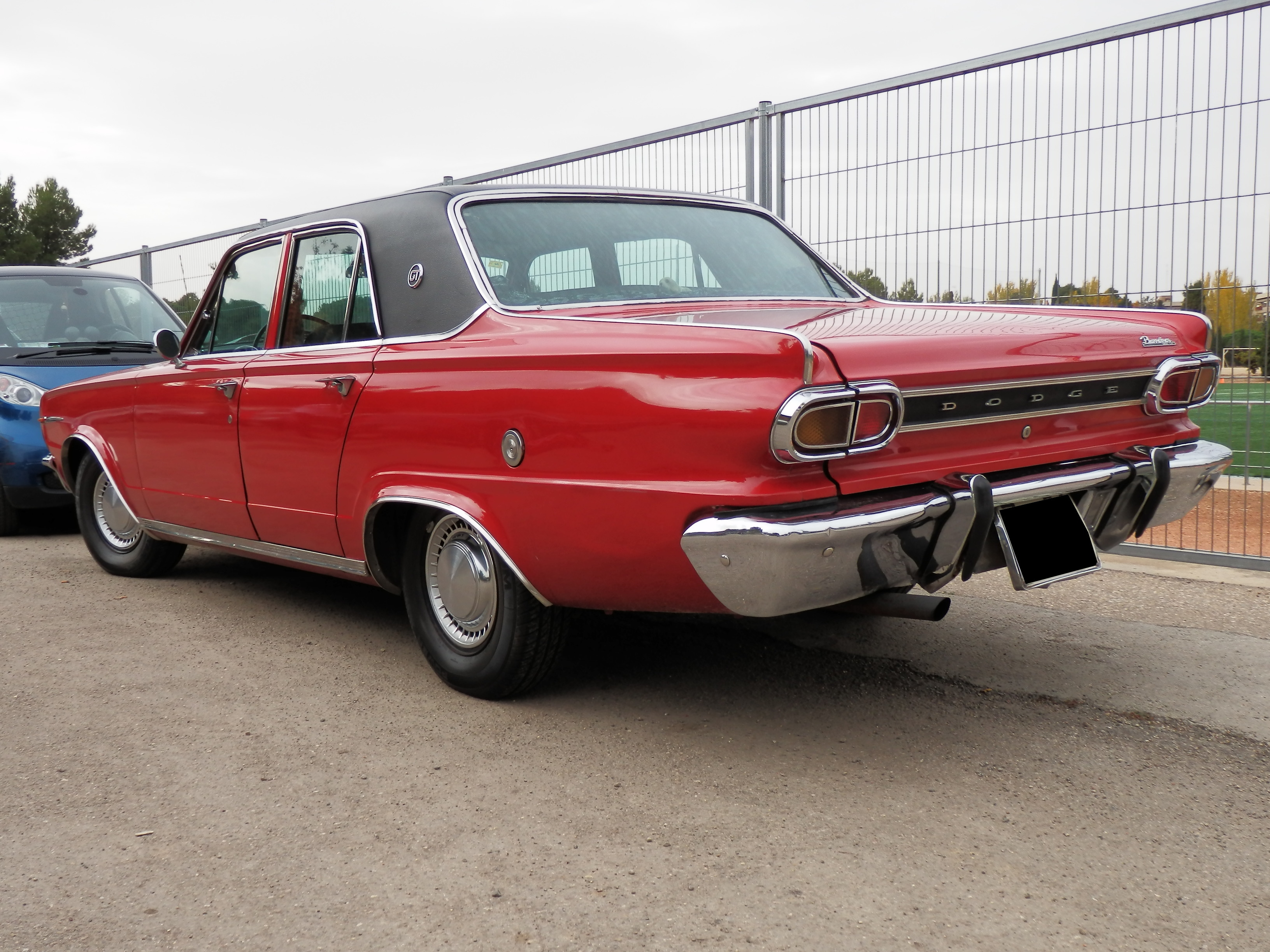
Vista lateral trasera.

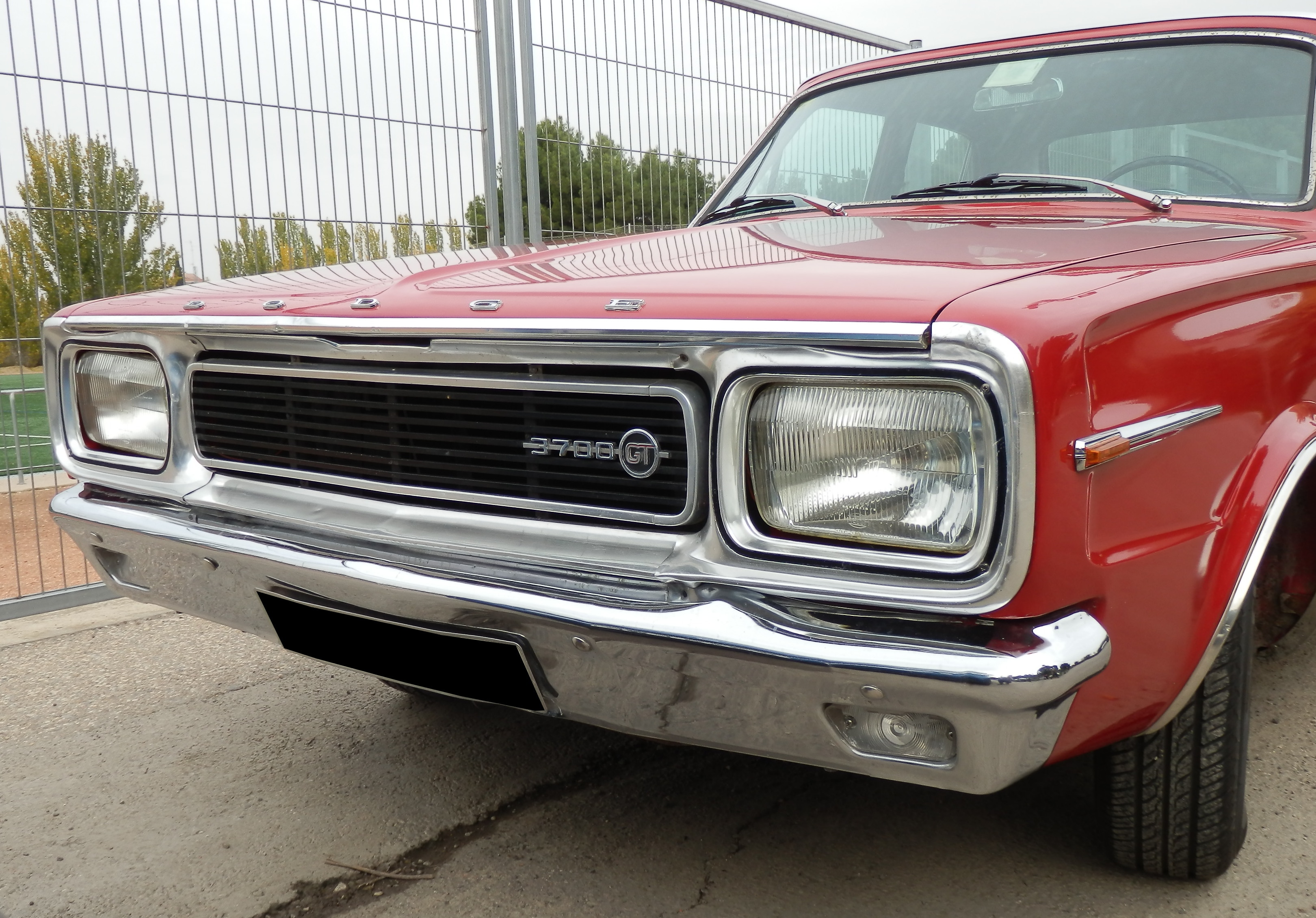
Calandra delantera.

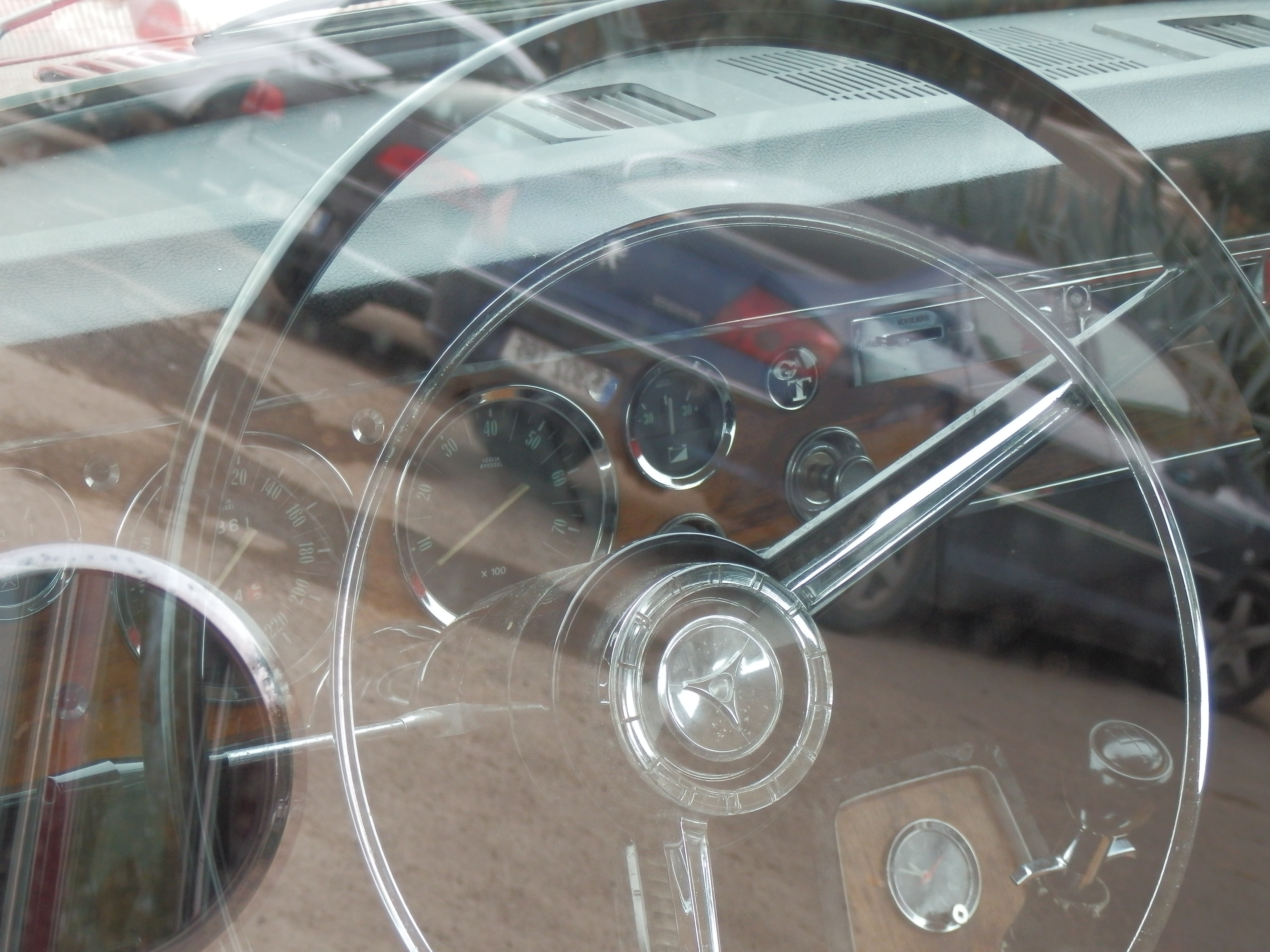
Volante, salpicadero de madera y relojes redondos.

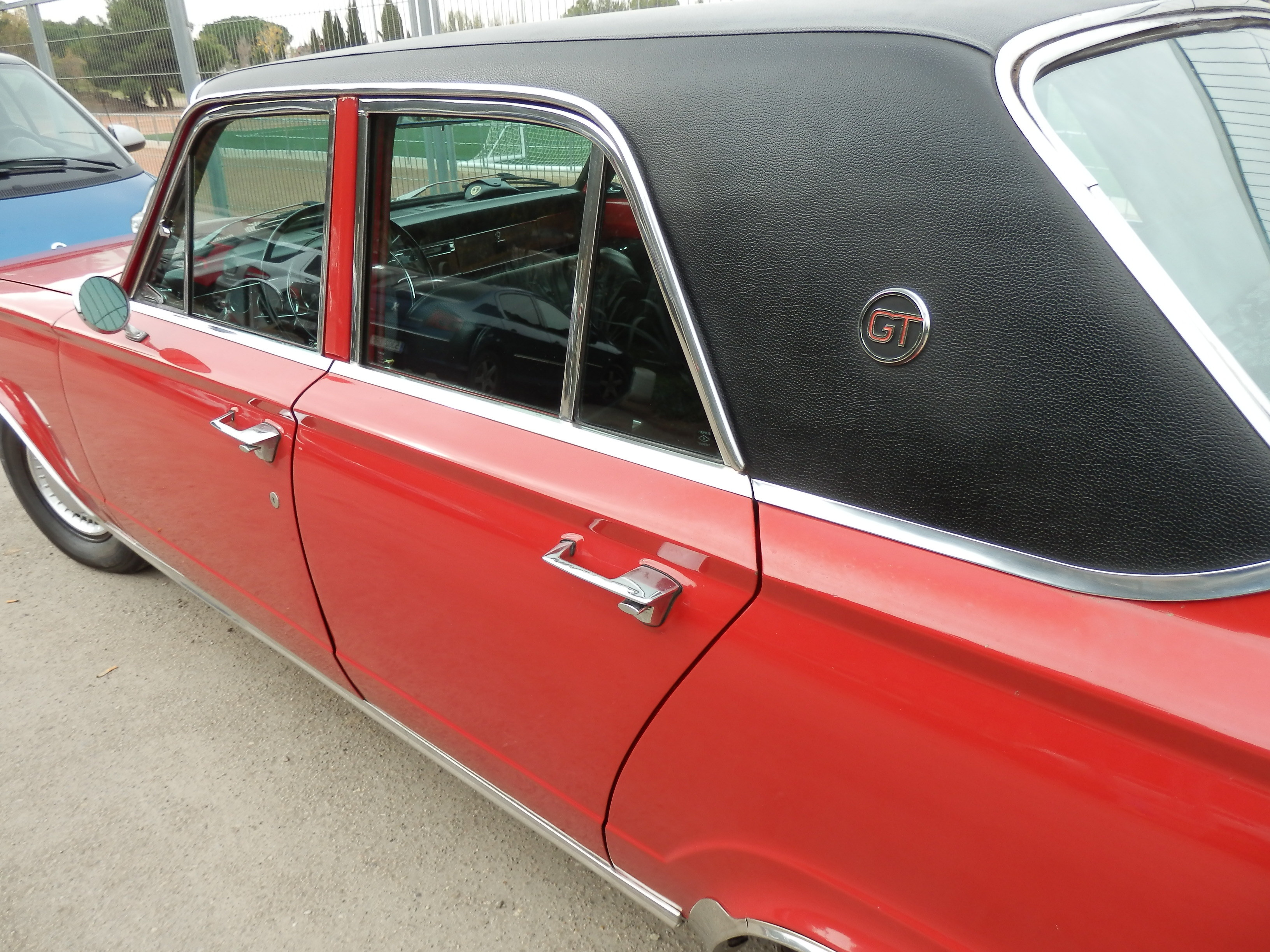
Techo de vinilo negro

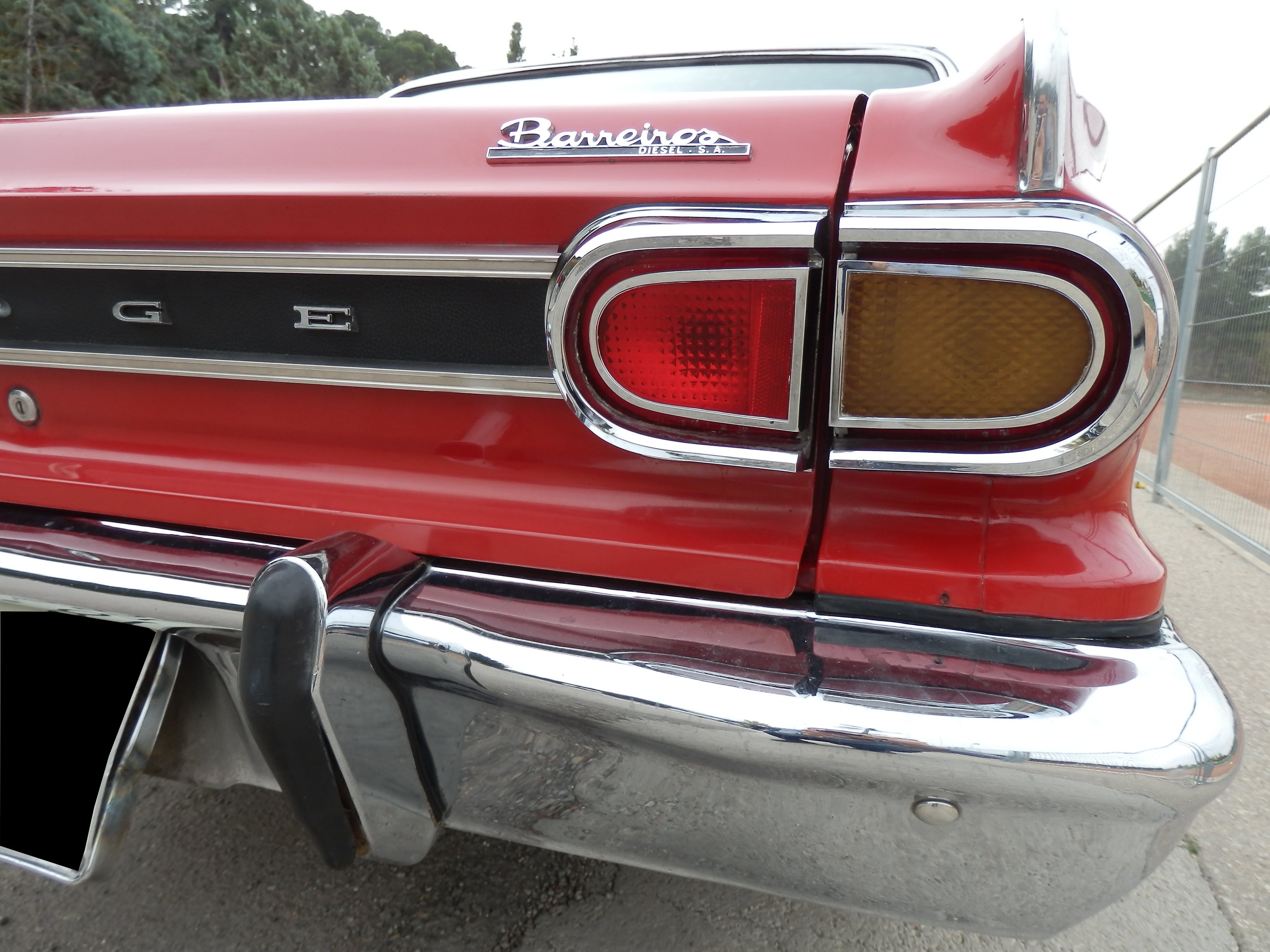
Anagrama de Barreiros Diésel S.A. y pilotos traseros.

Una vez terminado todo el excedente de material de los antiguos Dart, en Chrysler España se buscaba un modelo que tomara el lugar dejado por este. Para este modelo se importaron desde Argentina carrocerías del Dodge Polara, a los que se les modificaba tanto el frontal como la trasera. A partir de 1973 se pasaría a fabricar por completo en Villaverde.
La parrilla del Dodge Dart GT era distinta al resto de la gama 1969, era negra, con un cerco metálico cromado alrededor de la misma. También se añadió el anagrama de 3700 GT a la parrilla.
Se presentaba en dos únicos colores metalizados. «Gris Almaden» y «Rojo Verónica». Traía aire acondicionado de serie. El techo estaba totalmente cubierto de vinilo negro.
Con respecto al anterior Dodge Dart se incorporaron frenos de disco delanteros, asientos de cuero negro, consola central de madera, cuadro de instrumentos muy completo con varios relojes.
En 1969 era el automóvil más potente fabricado en España.

## Ficha técnica
| Motor        |                                      |
| ------------ | ------------------------------------ |
| Tipo         | Delantero de seis cilindros en línea |
| Compresión   | 8,4                                  |
| Cilindrada   | 3.687 cm³                            |
| Distribución |                                      |
| Potencia     | 165 CV SAE (140 DIN) a 4.200 rpm     |
| Par motor    | 33 Mkg SAE                           |
| Encendido    |                                      |
| Alimentación |                                      |
| Carburador   | Doble cuerpo Carter BBD Serie 4300S  |
| Lubricación  |                                      |

| Transmisión     |                                              |
| --------------- | -------------------------------------------- |
| Tracción        | Trasera                                      |
| Embrague        |                                              |
| Caja de cambios | Manual de cuatro velocidades al piso (A-833) |

| Bastidor   |                                                                |
| ---------- | -------------------------------------------------------------- |
| Carrocería | Monocasco autoportante de 4 puertas y 5 plazas                 |
| Frenos     | De disco en las ruedas delanteras y de tambor en las traseras. |
| Dirección  | Asistida. 5 vueltas y media.                                   |

| Ruedas     |           |
| ---------- | --------- |
| Llantas    | 5,0 x 14" |
| Neumáticos | 185 SR 14 |

| DIMENSIONES Y CAPACIDADES |                                 |
| ------------------------- | ------------------------------- |
| Batalla Largo Ancho Alto  | 2,819 x 4,988 x 1,775 x 1,382 m |
| Depósito de gasolina      | 68 lit.                         |
| Peso                      | 1380 kg                         |

| Prestaciones     |                                                                       |
| ---------------- | --------------------------------------------------------------------- |
| Velocidad máxima | 175 km/h                                                              |
| Consumo          | 15 l/100 km a 90 km/h -- 17 l/100 km a 120 km/h -- 21 l/100 km urbano |

## Producción
En la tabla de abajo se muestran las unidades producidas en el período 1969-1970 en la fábrica de Villaverde (Madrid, España). En total se fabricaron 4805 unidades del Dart GT.

| Modelo/año    | 1969 | 1970 |
| ------------- | ---- | ---- |
| Dodge Dart GT | 2879 | 1926 |

## Variantes
El carrocero Pedro Serra Vidal modificó entre 1972 y 1973 hasta 18 unidades del Dart GT para dotarles de una nueva carrocería de diseño muy deportivo y con voladizos mucho más cortos, realizadas en fibra de vidrio, un material del que siempre se había quejado. Se distinguía por dos faros dobles delanteros y unas prominentes entradas de aire sobre el capó, con unas líneas que recuerdan al LMX Sirex. Por diversas trabas en su proceso de homolgación, no pudo comercializarse normalmente.